# 呙于明
呙于明，中国农业大学动物科技学院院长、动物营养学国家重点实验室副主任，2011年度中国教育部长江学者特聘教授。主要研究方向为家禽营养代谢与调控、营养与免疫、饲料添加剂及其应用技术。呙于明还担任中国畜牧兽医学会副理事长，主编《家禽营养》和《动物免疫营养》等学术著作。